# Canthidium luteum
Canthidium luteum là một loài bọ cánh cứng trong họ Bọ hung (Scarabaeidae).